# Prăjoaia, Bacău
Prăjoaia este un sat în comuna Livezi din județul Bacău, Moldova, România.